# جواز سفر كرواتي
جواز سفر كرواتي يصدر لمواطني جمهورية كرواتيا لغرض السفر الدولي. يعتبر جواز السفر دليل على الجنسية الكرواتية وهوية وطنية أيضا. المسؤول عن إصدار جواز السفر الكرواتي هي وزارة الداخلية الكرواتية. اما المواطنين الكرواتيين الذين يعيشون في الخارج، يتم إصدار جوازات السفر من قبل السفارة أو القنصلية. جوازات السفر الكرواتية صالحة لمدة عشر أو خمس سنوات، وليست قابلة للتجديد قبل انتهاء الفترة المحدده. كل مواطن كرواتي هو أيضا مواطن في الاتحاد الأوروبي. جواز السفر، بالإضافة إلى بطاقة الهوية الوطنية يسمح بحرية التنقل والإقامة في أي دولة من دول الاتحاد الأوروبي والمنطقة الاقتصادية الأوروبية.
بدأت كرواتيا بإصدار جوازات السفر الالكترونية في 1 يوليو عام 2009.

## التصميم
تغير تصميم جواز السفر الكرواتي من الجيل الثالث بسبب الانضمام إلى الاتحاد الأوروبي. اعتبارًا من 3 أغسطس 2015 احتفظ جواز السفر الكرواتي الجديد بغلافه الأزرق الداكن وهو الجواز الغريب من بين جوازات سفر دول الاتحاد الأوروبي البالغ عددها 27 دولة وطبعت كلمات Europska Unija (الاتحاد الأوروبي باللغة الكرواتية) عليه وفقًا لوائح الاتحاد الأوروبي. الغلاف الجديد باللغة الكرواتية فقط؛ أزيلت اللغتين الإنجليزية والفرنسية.

## الأنواع
- جواز السفر العادي صالح لمدة خمس أو عشر سنوات.
- جواز السفر الدبلوماسي والرسمي للدبلوماسيين الكرواتيين وأزواجهم وأطفالهم صالح لمدة خمس سنوات.
- شهادة السفر أو جواز المرور هي وثيقة سفر صادرة عن البعثة الدبلوماسية الكرواتية أو المكتب القنصلي لمواطن كرواتي يقيم أو يوجد في الخارج بدون وثائق سفر للعودة إلى كرواتيا. يمكن استخدام نفس شهادة السفر من قبل الزوج/الزوجة والأطفال وشهادة السفر صالحة لمدة 30 يومًا.[6]

## متطلبات التأشيرة
اعتبارًا من 13 أكتوبر 2020 كان المواطنون الكرواتيون يتمتعون بدخول 171 دولة وإقليم بدون تأشيرة أو تأشيرة عند الوصول، مما جعل جواز السفر الكرواتي يحتل المرتبة 17 في العالم وفقًا لمؤشر هينلي لجوازات السفر.

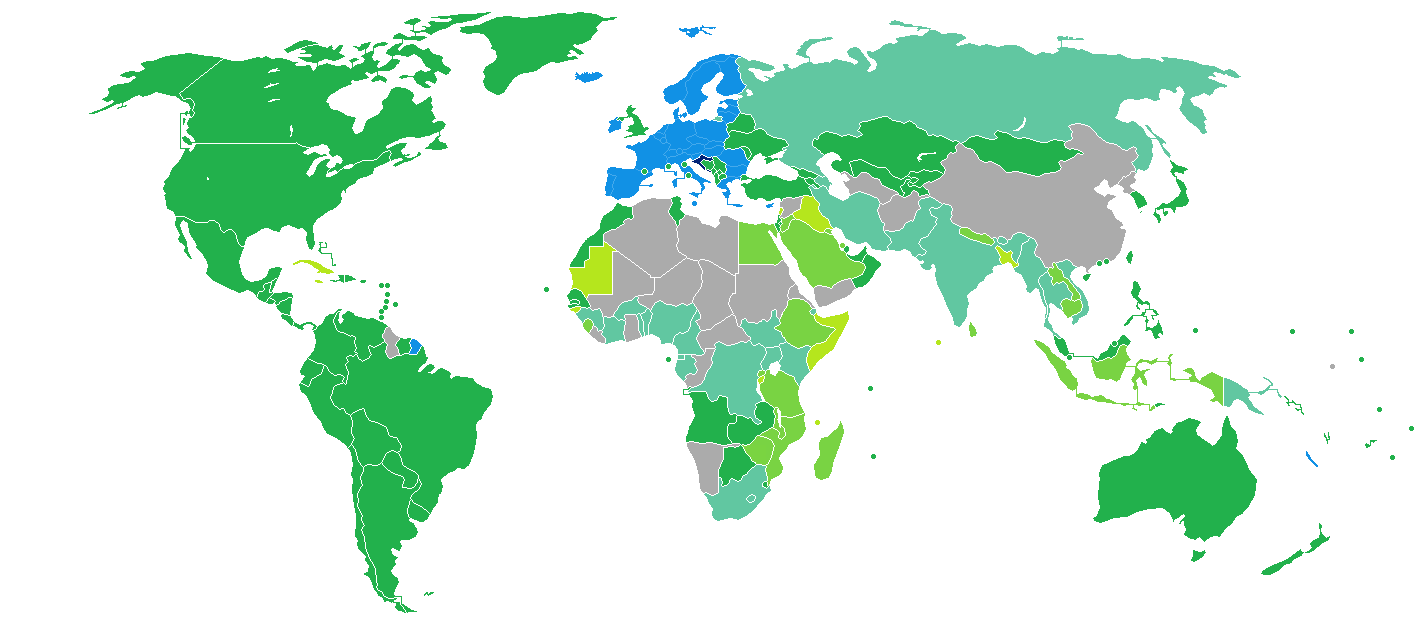
البلدان والأقاليم التي لا تفرض تأشيرة أو تطلب تأشيرة دخول عند الوصول للجهة، لحاملي جوازات السفر الكرواتية العادية.

## معرض صور

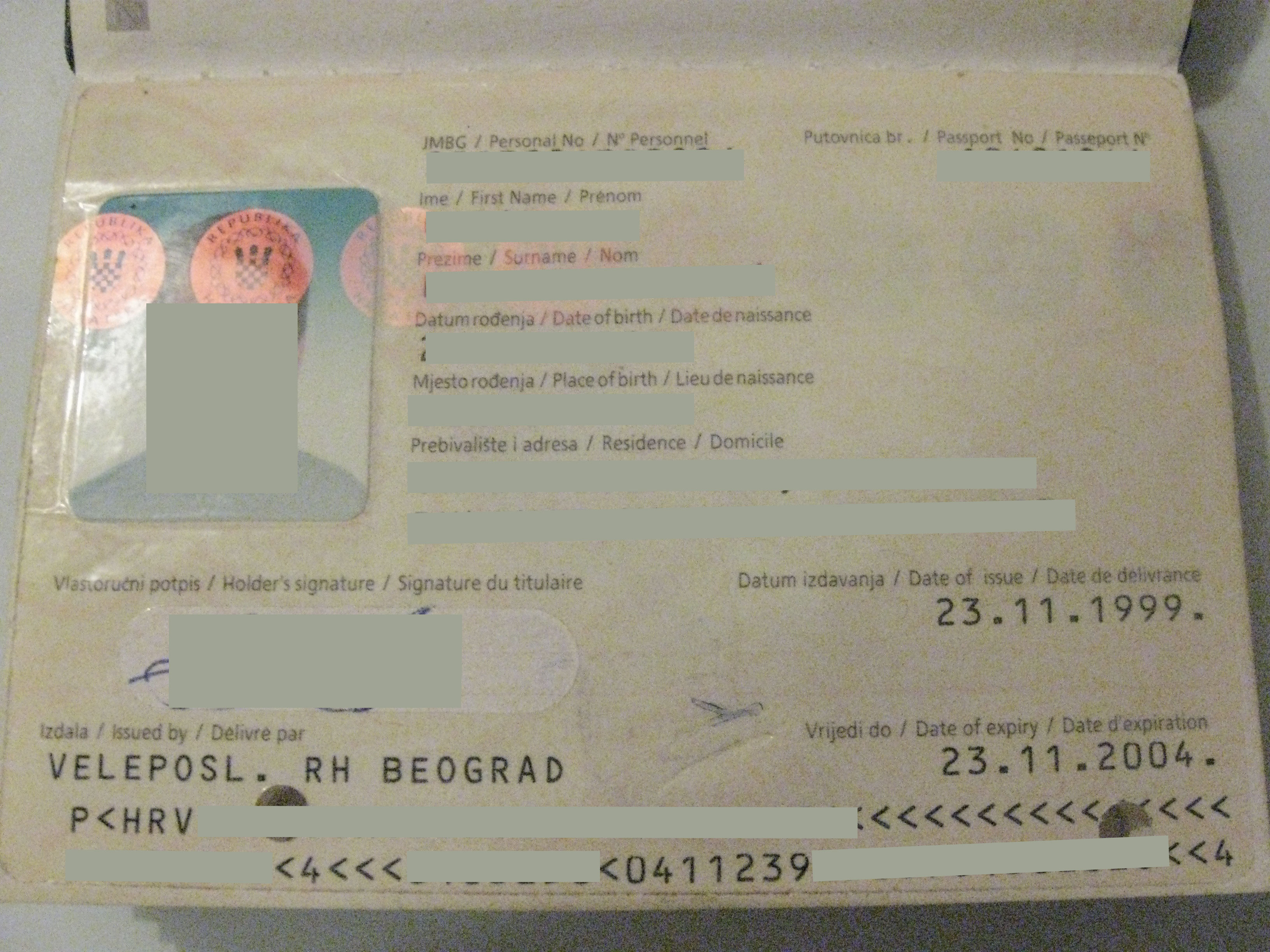
جواز السفر من عام 1991 إلى عام 1999
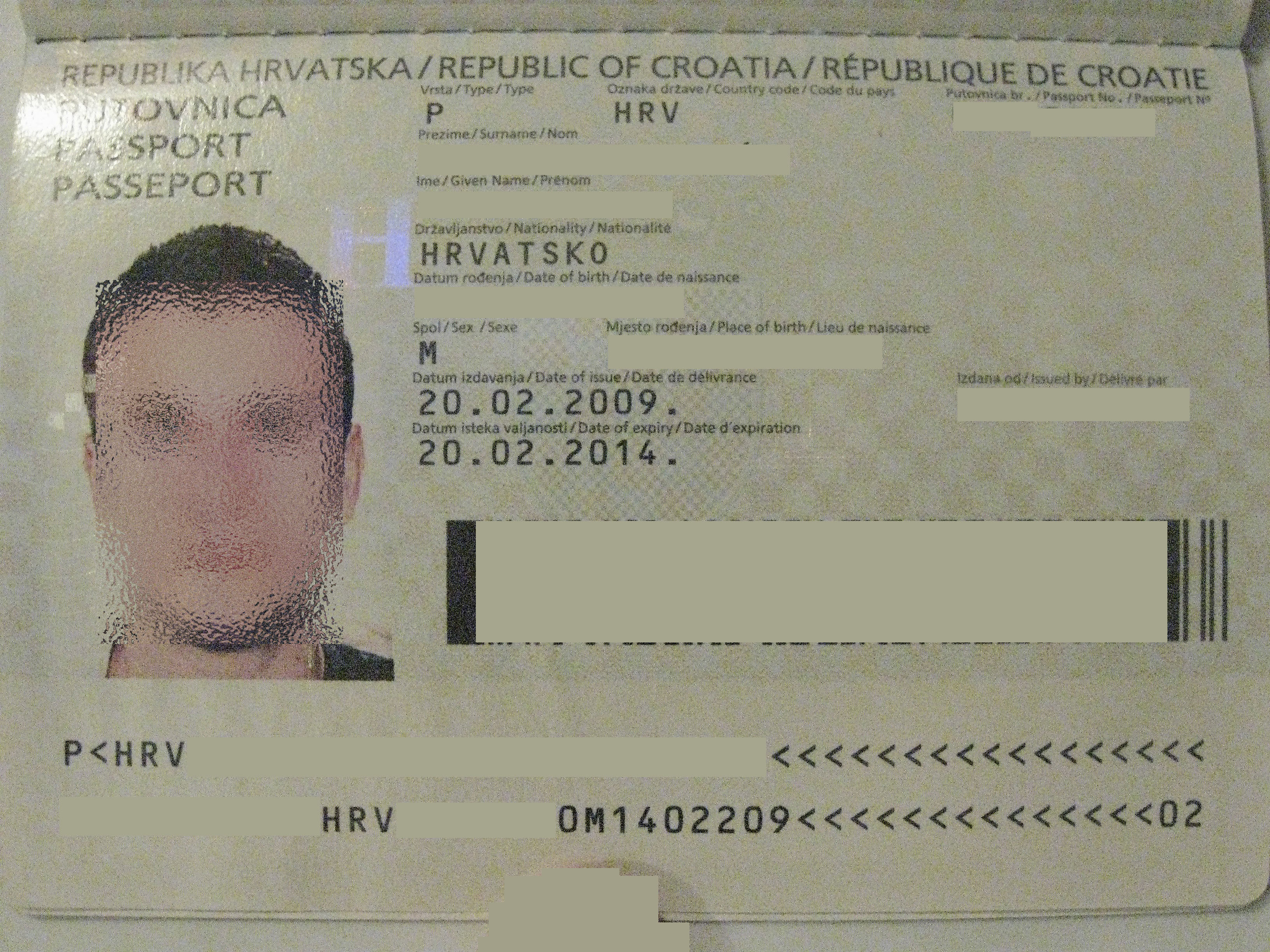
جواز سفر غير إلكتروني صادر من 2000 إلى 2010
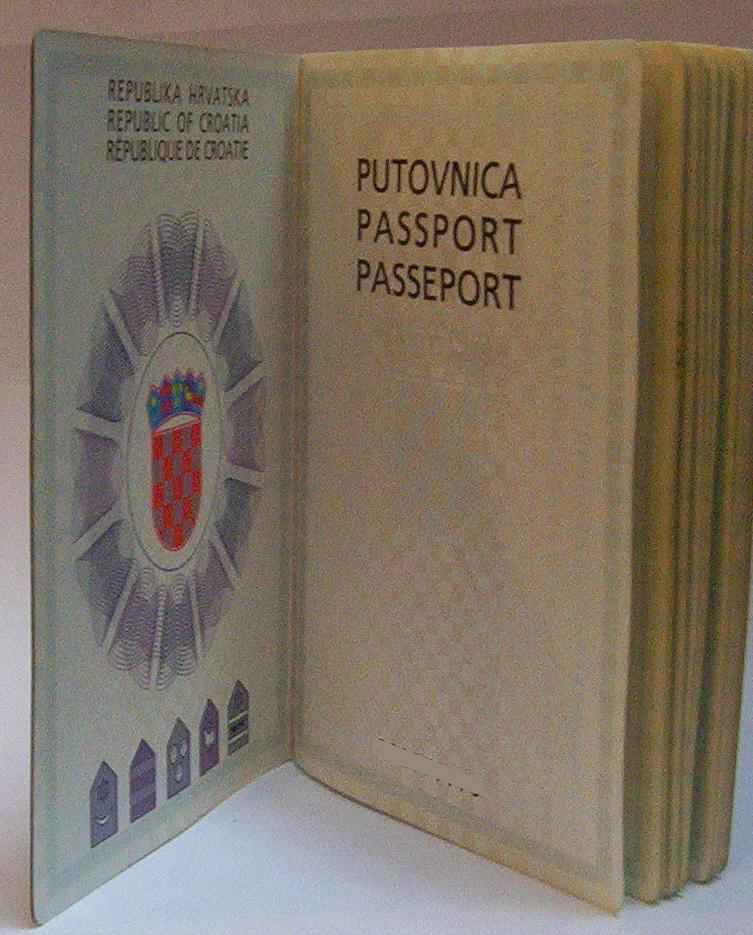
جواز سفر كرواتي غير إلكتروني، الصفحة الأولى
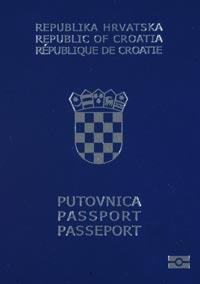
غلاف جواز السفر الإلكتروني (الجيل الثاني) الصادر 2009-2015

## روابط خارجية
- قانون جوازات السفر (بالكرواتية)
- نظرة عامة لمتطلبات الحصول على التأشيرة